# Asa Hutchinson
William Asa Hutchinson (Bentonville (Arkansas), 3 december 1950) is een Amerikaans politicus van de Republikeinse Partij. Tussen 2015 en 2023 was hij de gouverneur van de Amerikaanse staat Arkansas. Eerder was hij onder meer actief als lid van het Huis van Afgevaardigden van de Verenigde Staten (1997–2001).

## Biografie
Hutchinson behaalde in 1972 een bachelor aan de Bob Jones University in South Carolina en in 1975 een Juris Doctor aan de Universiteit van Arkansas. 21 jaar lang was hij actief als advocaat in Fort Smith. In 1982 werd hij, op 31-jarige leeftijd, door president Ronald Reagan benoemd tot federaal procureur voor het Western District van Arkansas. Hij was daarmee de jongste procureur van het land.
In 1986 streed Hutchinson mee voor een van de zetels van Arkansas in de Amerikaanse Senaat, maar verloor ruim van de zittende Democraat Dale Bumpers. Vervolgens stelde hij zich in 1990 verkiesbaar voor de functie van officier van justitie (attorney general) van Arkansas, maar in deze verkiezing werd hij eveneens verslagen, door toenmalig luitenant-gouverneur Winston Bryant.
In 1996 werd Hutchinson verkozen in het Huis van Afgevaardigden in Washington D.C., waar hij de zetel innam van zijn broer, Tim Hutchinson. Hij werd tweemaal herkozen en fungeerde in deze periode onder meer als een van de aanklagers in de impeachment-zaak tegen Bill Clinton.
Door toenmalig president George W. Bush werd Hutchinson in 2001 benoemd tot hoofd van de Drug Enforcement Administration. Hierbij kreeg hij een leidende rol in de War on Drugs. In 2003 stapte Hutchinson op om onderminister te worden op het United States Department of Homeland Security. In deze functie, die hij tot 2005 behield, was hij verantwoordelijk voor grensbewaking en transportveiligheid.

### Gouverneur
In 2006 keerde Hutchinson terug naar Arkansas en stelde zich verkiesbaar voor het gouverneurschap van zijn staat. Hij won de voorverkiezing van de Republikeinse Partij, maar werd bij de algemene verkiezingen in november 2006 verslagen door de Democraat Mike Beebe.
Acht jaar later, in 2014, waagde Hutchinson een tweede poging. Ditmaal slaagde hij erin de verkiezingen gemakkelijk te winnen: met ruim 55% van de stemmen werd hij verkozen tot gouverneur van Arkansas. Hij werd op 13 januari 2015 ingezworen in de hoofdstad Little Rock. Onder zijn bestuur werden in Arkansas voor het eerst sinds 2005 opnieuw doodstraffen uitgevoerd. Ook tekende Hutchinson wetten die abortus en Lgbt-rechten inperkten, al gebruikte hij tevens zijn veto in een poging een omstreden anti-transgenderwet tegen te houden.
In 2018 werd Hutchinson herkozen voor een tweede ambtstermijn als gouverneur. Deze ging van start in januari 2019. Tussen 2021 en 2022 was hij tevens voorzitter van de National Governors Association. Toen hij zich na twee volledige termijnen als gouverneur niet nogmaals herkiesbaar mocht stellen, werd Hutchinson in januari 2023 opgevolgd door zijn partijgenoot Sarah Huckabee Sanders.
- Gemeinsame Normdatei: 121164460X
- International Standard Name Identifier: 0000 0000 4502 2503
- Library of Congress Control Number: no2002070784
- SNAC: w6516s2d
- Biographical Directory of the United States Congress: H001014
- Virtual International Authority File: 78450478
- WorldCat: E39PBJB4hvmYw7vp9WcXT4jt8C